# Hromada
Hromada (ukrainsk: територіальна громада) er en grundlæggende enhed for administrativ opdeling i Ukraine, svarende til en kommune. De blev oprettet af Ukraines regering den 12. juni 2020. Lignende udtryk findes i Polen (gromada) og i Hviderusland (hramada). Den bogstavelige oversættelse af dette udtryk er "fællesskab", på samme måde som de udtryk, der bruges i vesteuropæiske stater, såsom Tyskland (Gemeinde), Frankrig (kommune) og Italien (comune).

## Historie
I historien om Ukraine og Hviderusland optrådte sådanne foreninger først som landsbysamfund, som samlede deres møder for at diskutere og løse aktuelle spørgsmål. I 1800-tallet var der en række politiske organisationer med samme navn. 
Før 2020 var de grundlæggende enheder for administrativ opdeling i Ukraine landdistriktsråd, landsbyråd og byråd, som ofte blev omtalt med det generiske udtryk hromada.
Ukraines forfatning og nogle andre love, herunder "loven om lokalt selvstyre", uddelegerer visse rettigheder og forpligtelser for "hromada". Typer af hromadaer omfatter byer, by-agtige bebyggelser, landlige bebyggelser og landsbyer. I sit udkast til forfatningsændringer fra juni 2014 foreslog den ukrainske præsident Petro Poroshenko at ændre de administrative inddelinger i Ukraine, som bør omfatte oblaster (regioner), rajoner (distrikter) og hromadaer (kommuner).
Den 5. februar 2015 vedtog det ukrainske parlament loven "om frivillig sammenslutning af territoriale samfund", som skaber nye "sammenlagte hromader", hvorved forskellige typer hromadaer kan fusionere og danne en ny samlet administrativ enhed. Nye lokalvalg i disse forenede territoriale samfund er siden blevet afholdt.
Den 12. juni 2020 fastlagde Ukraines regering  det grundlæggende niveau for administrativ opdeling af Ukraine, der dækker hele landets territorium undtagen Krim. Alle tidligere etablerede hromadaer, såvel som allerede eksisterende hromadaer, blev underordnet af nye enheder kaldet blot hromadas eller territoriale fællesskaber (ukrainsk: територіальна громада).